# 나디아 페레이라
나디아 타마라 페레이라 (1999년 5월 10일 ~ )는 파라과이의 패션 모델이자 미인 대회 타이틀 보유자로, 2021년 미스 유니버스 파라과이로 선정되었다. 미스 유니버스 파라과이로서 페레이라는 미스 유니버스 2021에서 파라과이를 대표하여 2위인 준우승을 차지하였다. 또한 페레이라는 미스 틴 유니버스 파라과이 2015에 선정되었으며, 미스 틴 유니버스 2015에서 3위를 차지했었다.
페레이라는 2018년 뉴욕 패션위크 에서 쿠스토 바르셀로나 의 2018 가을/겨울 컬렉션에 출연하면서 처음으로 패션모델로 주목을 받았다.

## 직업
- 인플루언서
- 패션 모델

## 모델 활동
페레이라는 패트롤진스 (Patrol Jeans) 브랜드의 광고 캠페인에서 데뷔했다.
아순시온 패션쇼에서 페레이라가 입은 실크 드레스가 미끄러져 가슴이 드러났고, 이로 인해 언론의 주목을 받았다. 페레이라는 드레스를 고치며 걷는 것은 프로답지 않다고 생각해, 계속해서 걸음과 자세를 유지했다고 답했다. 페레이라의 팬들은 페라이라의 행동에 대하여 칭찬했다.
페레이라는 뉴욕 패션 위크를 포함한 여러 행사에서 런웨이를 걸으며 많은 사람들에게 미디어에서 큰 주목을 받았다.
페레이라는 밀라노, 산티아고, 브라질, 우루과이, 파라과이에서 열린 패션쇼들에도 참석했다.
2018년에 페레이라는 많은 유명 모델이 소속된 모델 에이전시 월헬미나 (Wilhelmina)와 계약을 맺었다.
2021년 3월, 페리아라는 자신의 인스타그램 계정에서 새로운 사진을 올리며 멕시코시티에서 열린 코스모 패션 나이트에 출연하게 되었다고 발표했다. 사진에서 그녀는 마리아치 음악가들 사이에서 걷고있는 모습이 담겼다.
2021년 9월 9일, 페레이라는 뉴욕 패션 위크의 일환으로 열린 쿠스토 바르셀로나 (Custo Barcelona) 봄/여름 2022 패션쇼에서 하이힐에 걸려 거의 넘어질 뻔 했다. 이 사건은 언론에 널리 보도되었고 여러 기자들은 그녀가 다쳤는지 궁금해했고, 페레이라는 단지 가벼운 긁힘과 상처받은 자존심만 남았다고 답변했다.
미인대회
2015년, 페레이라는 미스팅 유니버스 파라과이 2015 대회에서 과아라를 대표하여 출전하여 결국 우승을 차지했다.
이후 미스틴 유니버스 2015에 파라과이를 대표하여 참가했고, 과테말라에서 개최된 2015년 미스틴 유니버스 대회에서 자국을 대표하여 3위를 차지했다.
2021년 8월 31일, 페레이라가 미스 유니버스 파라과이 2021로 임명되었다.
행사가 끝난 후, 그녀는 미스 유니버스 파라과이 2020 바네사 카스트로의 뒤를 이었받았다.
페레이라는 이스라엘의 엘라트에서 열린 2021 미스 유니버스 대회에서 파라과이를 대표하여 2위를 차지했으며  이는 지금까지 이 대회가 개최된 이래 파라과이가 기록한 가장 높은 순위이다.

## 패션 위크 출연
- 뉴욕 패션 위크
- 밀라노 패션 위크[5]
- 파리 패션 위크
- 산티아고 패션 위크[6]
- 카타르 패션위크[7]
- 아순시온 패션 위크

## 개인 생활
그녀는 2022년 5월 13일에 가수 마크 앤서니 (그녀보다 30살 연상)와 약혼했고, 나중에 2023년 1월 28일에 결혼했다. 그 해 2월 14일( 발렌타인 데이 ) 부부는 첫 아이를 임신했다고 발표했다. 아들은 안토니의 일곱 번째 아이, 페레이라의 첫 아이였다.

## 참고문헌
1. ↑  “Miss Universe 2021: India's Harnaaz Kaur Sandhu beats Paraguay's Nadia Ferreira to become Miss Universe”. 《Jagran English》 (영어). 2021년 12월 13일. 2021년 12월 13일에 확인함.
2. ↑  “PATROL JEANS - Vimeo”.
3. ↑  “Nadia Ferreira hizo topless accidentalmente - Crónica”.
4. ↑  “El resbalón de Nadia Ferreira en el "NY Fashion Week"”.
5. ↑  “Nadia Ferreira sigue nadando en las aguas del modelaje internacional”. 《Epa.com.py》 (유럽 스페인어). 2018년 2월 27일. 2023년 2월 16일에 원본 문서에서 보존된 문서. 2019년 3월 12일에 확인함.
6. ↑  “Los rostros juveniles que se tomarán el Santiago Fashion Week este fin de semana - Biut.cl”. 《Biut》 (스페인어). 2018년 4월 9일. 2023년 6월 10일에 원본 문서에서 보존된 문서. 2019년 3월 12일에 확인함.
7. ↑  “Paraguaya en pasarela de Qatar”. 《ultimahora.com》 (유럽 스페인어). 2023년 2월 16일에 원본 문서에서 보존된 문서. 2019년 3월 12일에 확인함.
8. ↑  “Marc Anthony y Nadia Ferreira confirmaron su compromiso con un espectacular anillo” (스페인어). Infobae. 2022년 5월 13일. 2022년 5월 13일에 확인함.
9. ↑  “Marc Anthony and Nadia Ferreira are officially married!”. 《Hola》 (미국 영어). 2023년 1월 29일. 2023년 1월 30일에 확인함.
10. ↑  Rice, Nicholas (2023년 1월 29일). “Marc Anthony Marries Nadia Ferreira During Star-Studded Miami Wedding Celebration: Report”. 《People》 (영어). 2023년 1월 30일에 확인함.
11. ↑  “"¡El mejor regalo de San Valentín!": Marc Anthony y Nadia Ferreira anuncian que esperan su primer bebé” (스페인어). CNN en Español. 2023년 2월 14일. 2023년 2월 14일에 확인함.

- 나디아 페레이라 - 인스타그램
- Nadia Ferreira on Models.com

| 수상과 업적       | 수상과 업적                 | 수상과 업적      |
| ----------------- | --------------------------- | ---------------- |
| 이전 {{{before}}} | Miss Universe 1st Runner-Up | 이후 {{{after}}} |
| 이전 {{{before}}} | Miss Universe Paraguay      | 이후 {{{after}}} |

틀:Miss Universe 2021 delegates